# Krembangan (Taman)
Krembangan is een bestuurslaag in het regentschap Sidoarjo van de provincie Oost-Java, Indonesië. Krembangan telt 4982 inwoners (volkstelling 2010).